# Kunemann Flinsbach
Kunemann Flinsbach, também Cunmannus Flinsbachius (* 24 de junho de 1527 em Bergzabern; † 11 de setembro de 1571 em Zweibrücken), foi um teólogo luterano alemão e reformador.

## Vida
Kunemann Flinsbach era filho de Jakob Flinsbach, descrito como “temente a Deus e não desprovido de cultura”. Seu avô, Peter Flinsbach, parente de Melanchthon, foi o primeiro professor em Bergzabern e, mais tarde, escrivão no mesmo local. Após frequentar a escola em Bergzabern, continuou os estudos no ginásio de Estrasburgo. Com Johannes Sturm aprendeu latim, com Johann Winter von Andernach (Johannes Guinterius Andernacus) aprendeu grego e com Paul Fagius aprendeu hebraico.
Em 29 de maio de 1546, foi matriculado na Universidade de Wittenberg como bolsista do Príncipe de Pfalz-Zweibrücken. Sob a orientação de Melanchthon, estudou teologia, línguas, história, matemática e física. Já em 1549 obteve o título de magister. Em seguida, trabalhou por dois anos em Wittenberg como professor particular. Quando, devido à peste, a universidade de Wittenberg foi fechada, retornou a Estrasburgo. Por recomendação de Melanchthon, foi chamado em 1552 pelo príncipe de Zweibrücken como segundo pastor, ao lado de Michael Hilsbach, para atuar em Zweibrücken. Após a morte de Hilsbach em 1570, tornou-se o primeiro pastor, ocupando o cargo de superintendente até sua morte.
Ele foi convocado para Mömpelgard e para as terras do Condado de Hanau-Lichtenberg para reformar a organização eclesiástica.
O Príncipe Wolfgang, Conde Palatino enviou Flinsbach a Trier em 1559 para apoiar o movimento evangélico liderado por Caspar Olevian. Contudo, ele não conseguiu impedir que todos os cidadãos evangélicos de Trier tivessem de abandonar a cidade até 27 de dezembro de 1559 e seguir para o exílio. Somente em 1784, com o édito de tolerância do ilustrado Eleitor Clemente Venceslau, os protestantes foram novamente autorizados a permanecer em Trier, embora com certas restrições.
A partir de 1553, Flinsbach atuou regularmente como visitador. Depois que, em 1559, a região posterior do condado de Sponheim foi incorporada ao Principado de Zweibrücken, ele realizou uma visitação ali em 1560, a mando do Conde Palatino Wolfgang.
Flinsbach faleceu aos 44 anos, após uma viagem de visitação a Veldenz junto ao rio Mosel, vítima de envenenamento. Consta o rumor de que tal envenenamento pode ter sido provocado, supostamente, por um clérigo católico.
Na parede da sacristia da Igreja de Santo Alexandre em Zweibrücken, foi colocada em sua homenagem uma inscrição em pedra, destruída durante a Segunda Guerra Mundial.
A primeira esposa de Flinsbach (casado em 30 de outubro de 1553) chamava-se Catharina. É muito provável que ela fosse filha de Peter Keßler, embora às vezes se leia que seria filha do vogt Hans Wirt. Depois que sua primeira esposa faleceu, provavelmente de peste, em outubro de 1564 (sepultada em 2 de outubro de 1564 em Zweibrücken), Flinsbach se casou em segundas núpcias, em 12 de fevereiro de 1565, com Magdalena, viúva de Heinrich Hutmacher (o qual, junto com cinco filhos, havia morrido de peste em setembro de 1564). Dessa segunda união nasceu, entre outros, o filho Johann Gallus Flinsbach (batizado em 27 de janeiro de 1566 em Zweibrücken), que se tornou médico.

## Obras
- Confirmatio ..., Estrasburgo 1552
- Underweisung ..., Estrasburgo 1555
- Zweibrücker Kirchenordnung von 1559
- Chronologia, Estrasburgo 1567
- Genealogia Christi, Basileia 1567

## Literatura
- Melchior Adam: Vitae Germanorum Theologorum [...]. Frankfurt [Main], 1620, p. 458–461. Disponível online. Texto para leitura automática.
- Pfälzisches Memorabile, 1. Nachtragsheft, Westheim 1877, p. 65.
- Joh. Schneider (1892). "Sitzinger, Ulrich". In Allgemeine Deutsche Biographie (ADB) (em alemão). 34. Leipzig: Duncker & Humblot. pp. 424–429.
- M. Sinemus: Superintendent M. Kunemann Flinsbach 1527-1571. In: Pfälzische Kirchengeschichte 8, 1932, fasc. 3 p. 92–96, fasc. 4 p. 106–111 e 143–148.
- Leo M. Gard: Superintendent C. Flinsbach. In: Trierische Landeszeitung. n.º 241 de 17 de outubro de 1961.